# El crédito
El crédito es una obra de teatro del dramaturgo Jordi Galceran, estrenada en 2013.

## Argumento
Antonio Vicente se acerca a una sucursal de banco para solicitar un crédito vital para sus intereses. La negativa del director de la sucursal desata una batalla dialéctica que da contenido a la obra.

## Representaciones destacadas
En castellano:
- Teatro Arriaga, Bilbao, 2013. (Estreno).[2]
  - Dirección: Gerardo Vera.
  - Intérpretes: Luis Merlo (Antonio), Carlos Hipólito (Director).

- Teatro Maravillas, Madrid, 2017.
  - Intérpretes: Antonio Pagudo, Vicente Romero.

- Teatro Quique San Francisco, Madrid, 2024.
  - Intérpretes: Armando del Río, Pablo Carbonell.

En catalán:
- Teatre Villarroel, Barcelona, 20 de septiembre de 2013.
  - Dirección: Sergi Belbel
  - Intérpretes: Jordi Boixaderas (Antoni), Jordi Bosch (Director)
  - Escenografía: Max Glaenzel

## Otras producciones
Estrenado igualmente en México en 2014 con interpretación de Héctor Suárez y Héctor Suárez Gomís.